# Yokébed
יוֹכֶבֶד
Yokébed, Yokheved, Jocabed ou Jochabed (hébreu yokheved : Yahvé est glorieux) est la mère de Moïse, Aaron et Myriam. Descendante de Lévi, elle épouse son neveu Amram.

## Naissance de Yokébed
La conception de Yokébed a eu lieu au pays de Canaan et son engendrement a eu lieu en Égypte. Sa naissance fut au seuil de l'entrée en Égypte.
Yokébed est née en Égypte, à l'entrée.
33 personnes issues de Léa entrent en Égypte mais en comptant bien on ne trouve que 32 personnes car Yokébed est conçue au pays de Canaan et engendrée en Égypte.

## Présentation
Moïse condamne implicitement le mariage de ses parents, puisque le Lévitique interdit précisément le mariage entre tante et neveu. Cette loi au moment de leur mariage n'était pas encore ordonnée.
Yokébed est évoquée, mais sans être citée nommément dans le Nouveau Testament comme une femme de foi : « C'est par la foi que Moïse, à sa naissance, fut caché pendant trois mois par ses parents, parce qu'ils virent que l'enfant était beau, et qu'ils ne craignirent pas l'ordre du roi. » Hébreux 11.23 (version Louis Segond)

## Yokébed et Shiphra
Shipra, l'une des sages-femmes chargées par le roi d'Égypte de tuer les enfants mâles hébreux qui naissent, est identifiée à Yokébed.

## Sépulture de Yokébed
D'après la tradition juive, Yokébed est enterrée dans le tombeau des Matriarches à Tibériade.

## Galerie

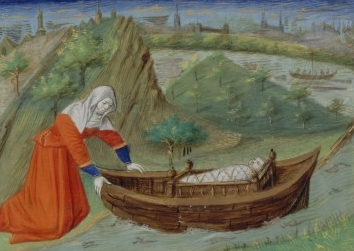
Yokébed se sépare de Moïse, miniature peinte par le Maître de Jouvenel pour le Mare historiarum de Jouvenel des Ursins (XVe siècle). Conservé à la BNF.
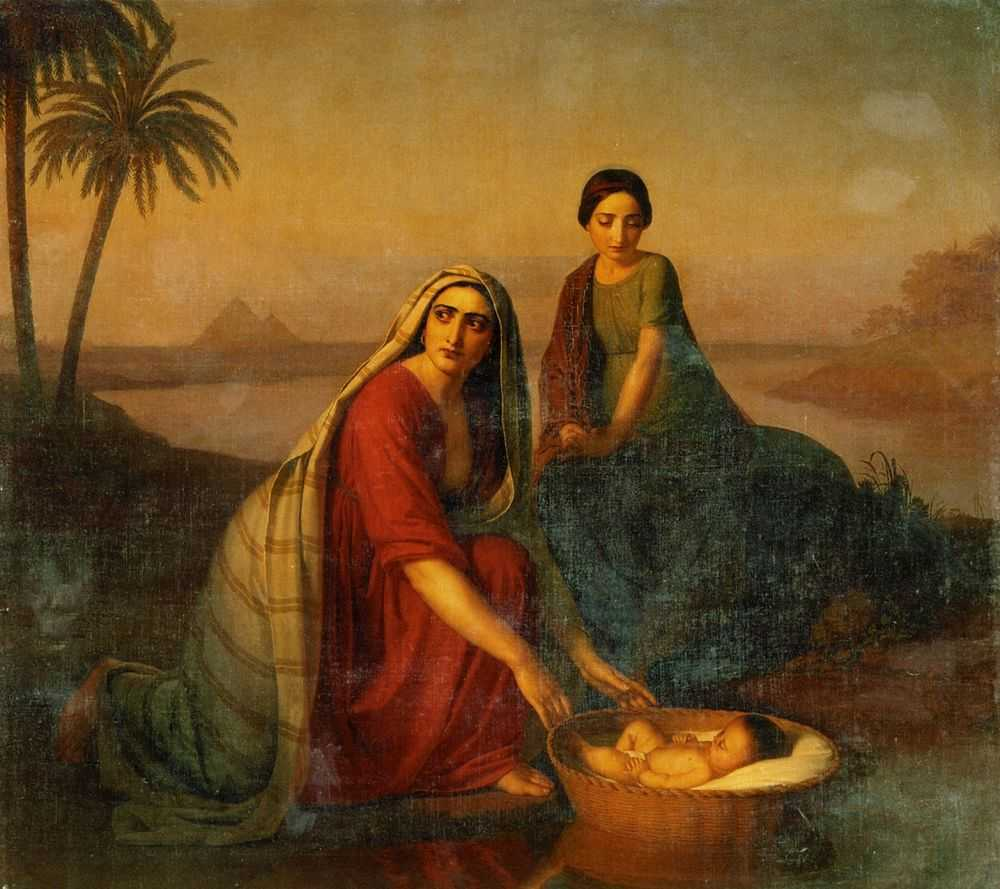
Yokébed et Myriam abandonnent Moïse sur le Nil. Tableau d'Alexeï Tyranov (1839-42)